# Adoretus lutescens
Adoretus lutescens är en skalbaggsart som beskrevs av Machatschke 1964. Adoretus lutescens ingår i släktet Adoretus och familjen Rutelidae. Inga underarter finns listade i Catalogue of Life.